# Растяжение (математика)

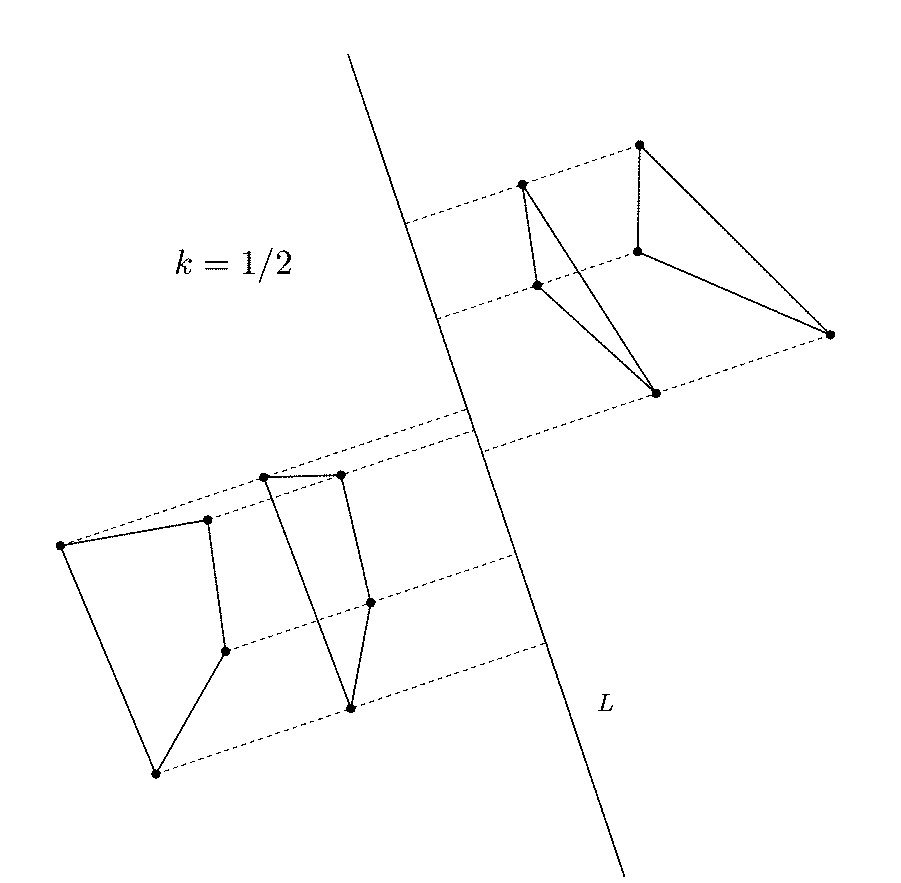
Растяжение относительно прямой с коэффициентом

Растяжение плоскости относительно оси {\displaystyle l} с коэффициентом {\displaystyle k} — преобразование плоскости, при котором каждая точка {\displaystyle M\,\!} переходит в такую точку {\displaystyle M',\,\!}
что расстояние от прямой {\displaystyle l\,\!} до {\displaystyle M'\,\!} в {\displaystyle k\,\!} раз больше, чем
до точки {\displaystyle M\,\!}, и проекции точек {\displaystyle M\,\!} и {\displaystyle M'\,\!} на прямую {\displaystyle l\,\!}
совпадают.

## Свойства
- Является аффинным преобразованием.
- Не является движением, так как не сохраняет расстояния между точками, не лежащими на прямой {\displaystyle l\,\!}.
- Если коэффициент {\displaystyle k\,\!} положительный, то точки {\displaystyle M\,\!} и {\displaystyle M'\,\!} лежат по одну сторону от прямой {\displaystyle l\,\!}, если отрицательный — то по разные.
- Для любого треугольника существуют два растяжения, переводящие его в равнобедренный прямоугольный треугольник, причём первое из них переводит треугольник в прямоугольный.

## Вариации и обобщения
- Растяжение с положительным коэффициентом {\displaystyle k\,\!} меньше 1 иногда называют сжатием в {\displaystyle {\tfrac {1}{k}}>1} раз.